# Boleslav (Černousy)
Boleslav (německy Bunzendorf) je osada, část obce Černousy v okrese Liberec. Nachází se asi 1,5 kilometru západně od Černous. Boleslav je také název katastrálního území o rozloze 1,82 km².

## Historie
První písemná zmínka o vesnici pochází z roku 1417. Do roku 1946 se vesnice jmenovala Bunzendorf.

## Pamětihodnosti
- Přírodní rezervace Meandry Smědé

## Galerie

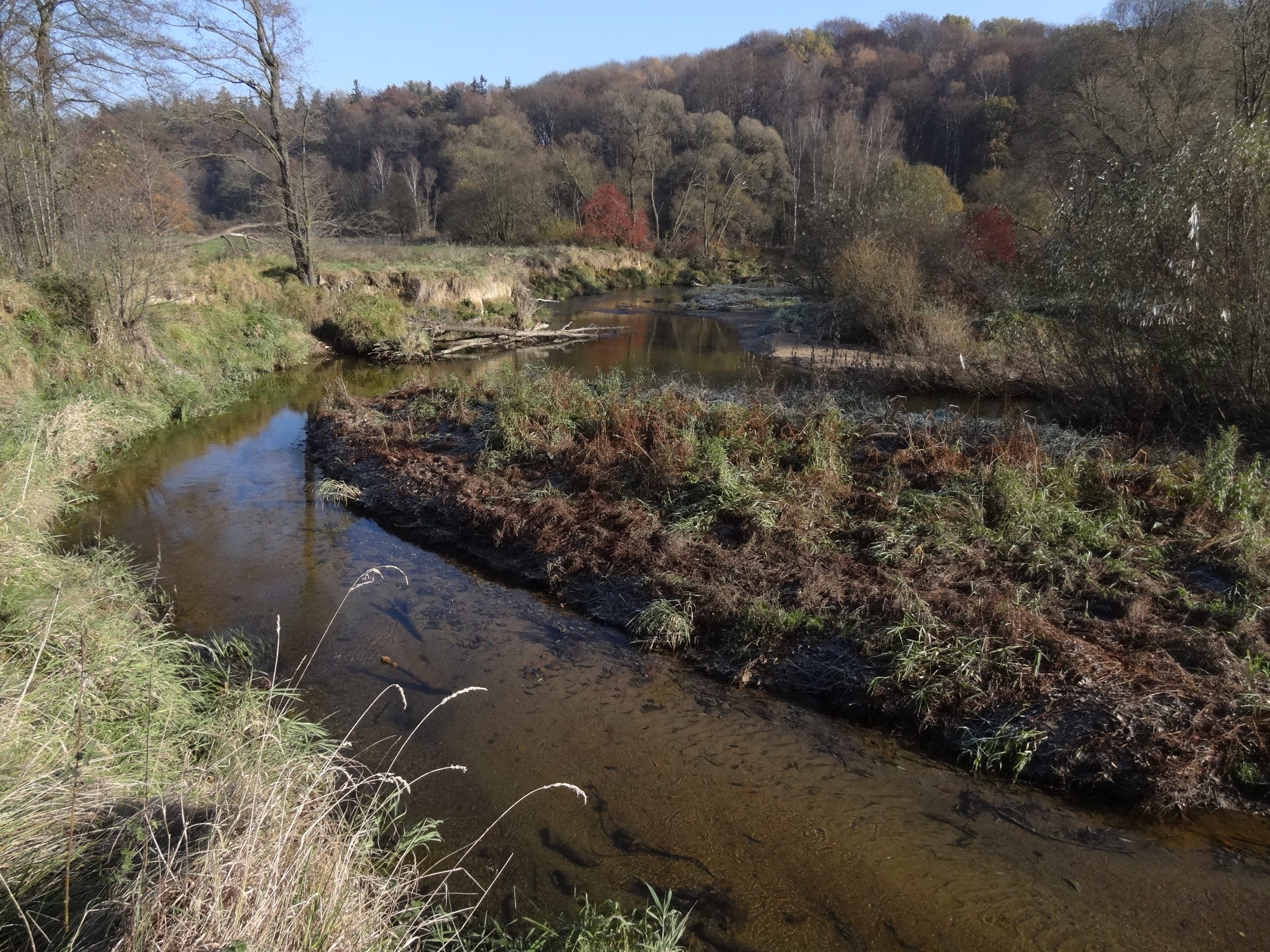
Přírodní rezervace Meandry Smědé (listopad 2016)
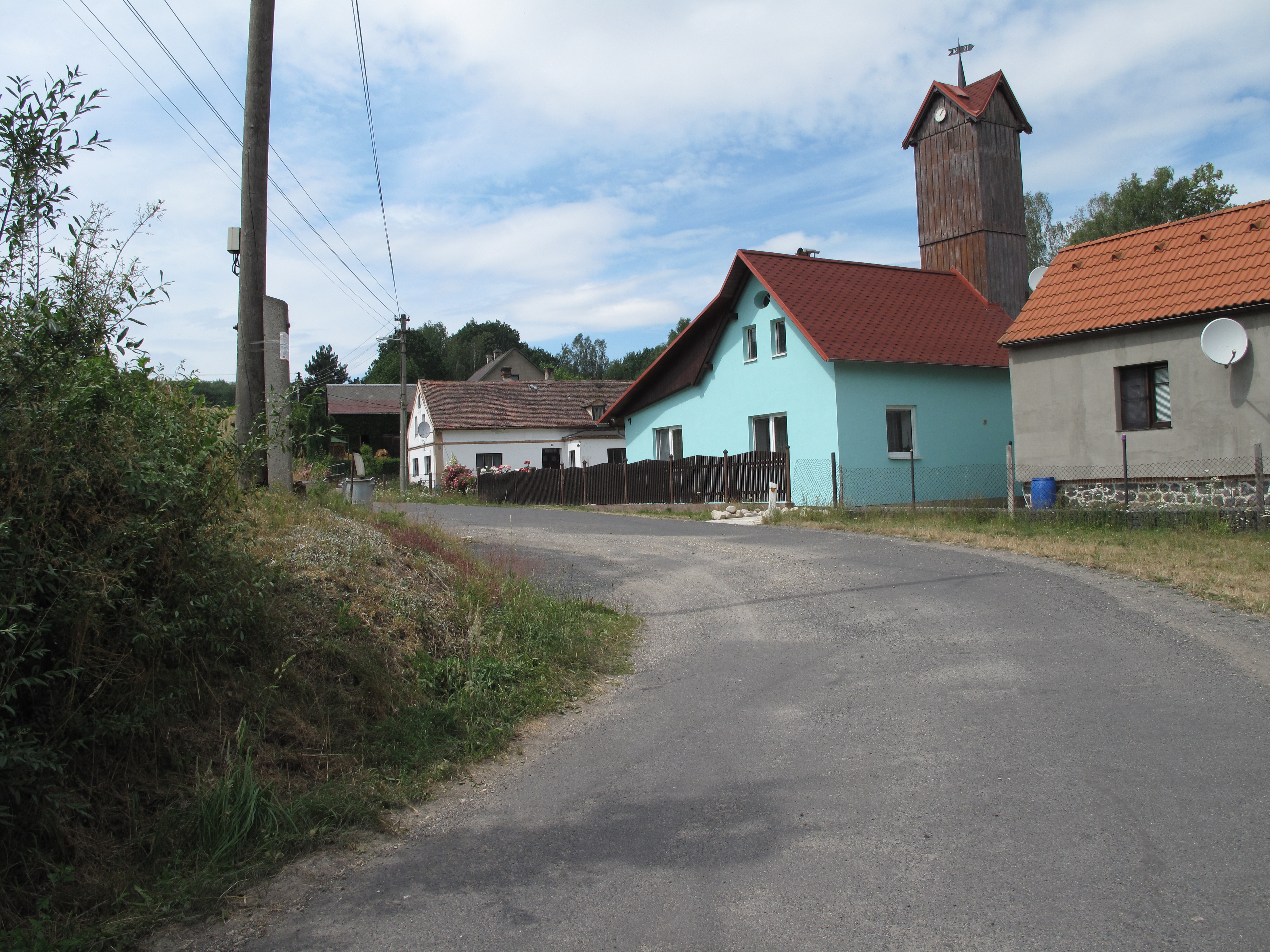
Domy u cesty
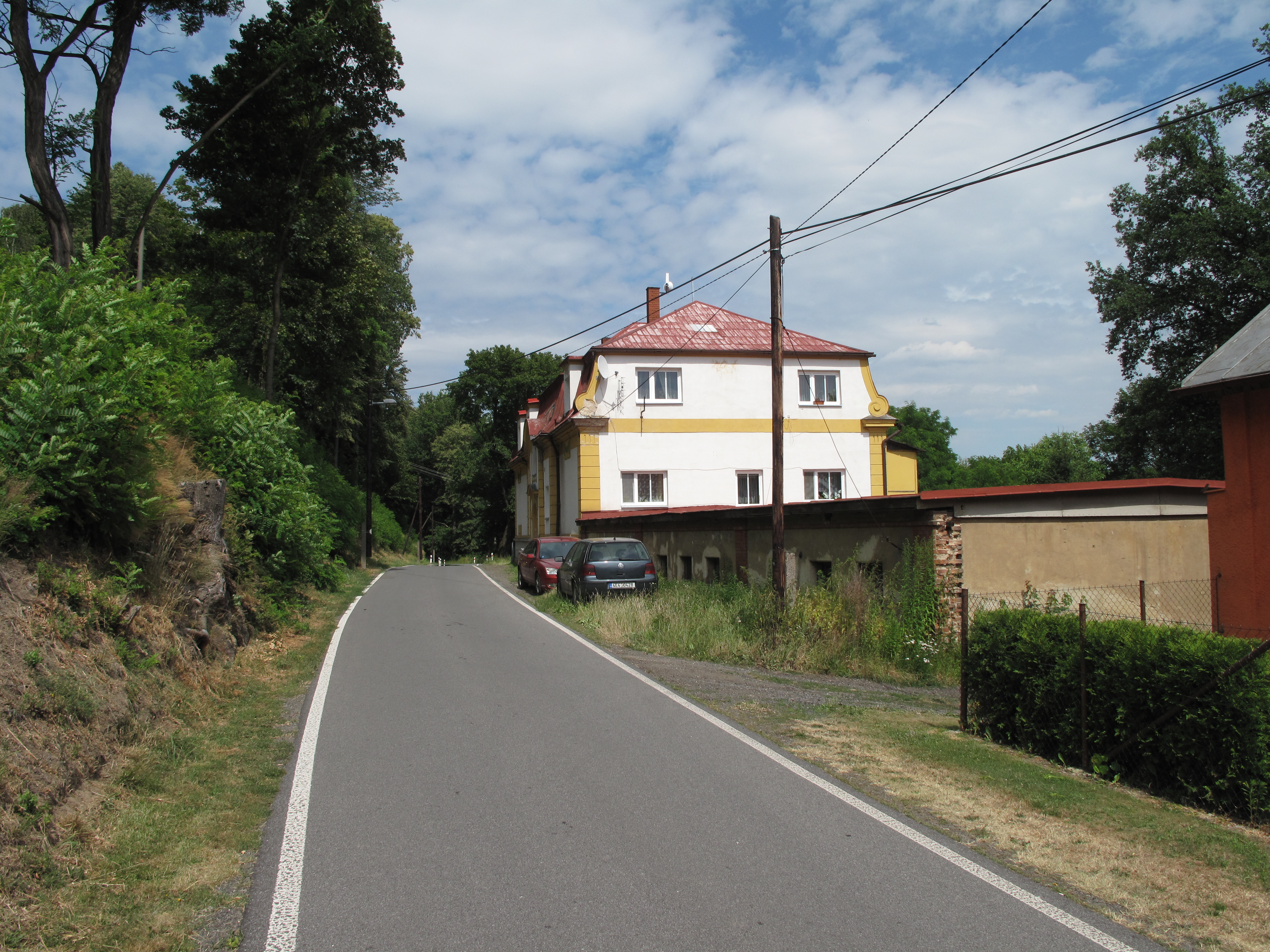
Starší dům
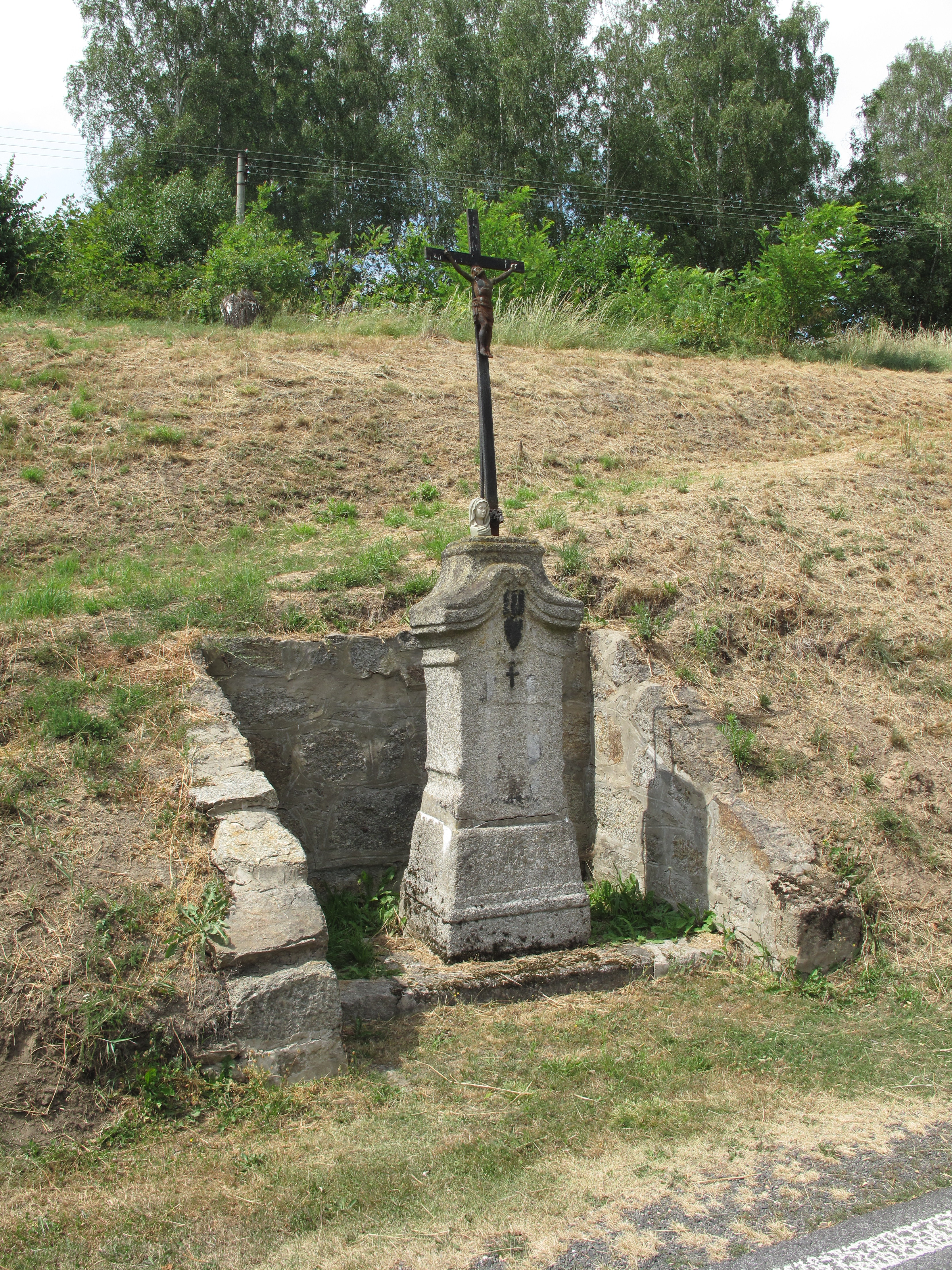
Křížek u cesty
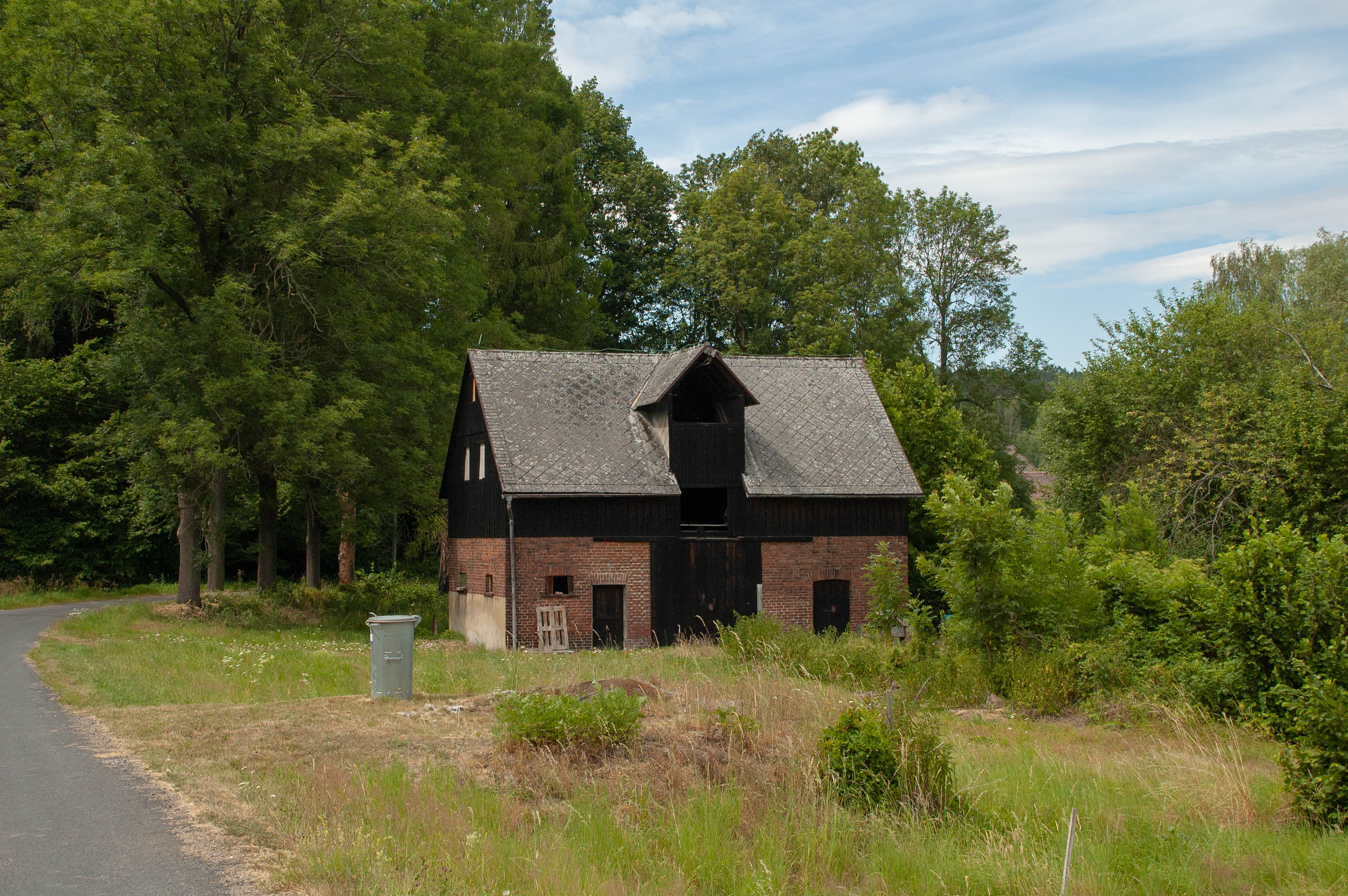
Stavení